# Хоан Льюїс Понс
Хоан Льюїс Понс (9 грудня 1996) — іспанський плавець.
Учасник Олімпійських Ігор 2016 року.
Призер Чемпіонату Європи з водних видів спорту 2018 року.